# Kanthaka
Kanthaka (in lingua Pali e in Sanscrito) era un cavallo bianco appartenente alla scuderia reale della famiglia Sākya. 
Era il favorito del principe Siddharta (il futuro Buddha), il quale cavalcherà Kanthaka in tutti gli eventi importanti descritti nei testi buddhisti prima della sua rinuncia del mondo. 